# Kilwa (république démocratique du Congo)
Pour les articles homonymes, voir Kilwa.
Kilwa est un village de la république démocratique du Congo, dans la province du Haut-Katanga sur le territoire de Pweto.

## Géographie
Il borde le lac Moero sur sa rive ouest, en face de l'île de Kilwa (en). Il est situé à 350 kilomètres de Lubumbashi.

## Démographie
Sa population, d'environ 6 000 habitants, vit principalement de la pêche.

## Religion
On y trouve la cathédrale Saint-André qui est le siège du diocèse de Kilwa–Kasenga.

## Transport
La route RN5 la relie à des agglomérations importantes du pays telles que Lubumbashi, Kalemie, Baraka, Bukavu.

## Économie
La mine de Dikulushi, exploitée par l'entreprise australienne Anvil Mining (en), est située à proximité de Kilwa. En octobre 2004, un petit mouvement rebelle a lieu à Kilwa. Celle-ci est brutalement réprimée par les soldats de la 62e brigade et des membres des Forces armées de la république démocratique du Congo (FARDC), faisant entre 70 et 100 morts parmi les civils. L'événement est nommé « massacre de Kilwa ». L'entreprise Anvil Mining est accusée d'avoir fourni un soutien logistique aux troupes. De nombreuses associations demandent alors l'ouverture d'une enquête approfondie. Dans un communiqué, celle-ci nie toute implication de la société dans le massacre en affirmant que le soutien a été demandé par les autorités, en rappelant les avantages qu'elle apporte à la région. En 2007, la justice congolaise relaxe les militaires et les employés d'Anvil Mining. En 2021, l'organisation non gouvernementale Afrewatch demande l'indemnisation des victimes.